# 17e cérémonie des Satellite Awards
La 17e cérémonie des Satellite Awards, décernés par The International Press Academy, a eu lieu le 16 décembre 2012 et a récompensé les films et séries télévisées produits cette année-là,.

## Palmarès

### Cinéma

#### Meilleur film
- Happiness Therapy (Silver Linings Playbook)
  - Argo
  - Les Bêtes du sud sauvage (Beasts of the Southern Wild)
  - Lincoln
  - Moonrise Kingdom
  - Les Misérables
  - L'Odyssée de Pi (Life Of Pi)
  - Skyfall
  - Zero Dark Thirty

#### Meilleur réalisateur
- David O. Russell pour Happiness Therapy (Silver Linings Playbook)
  - Ben Affleck pour Argo
  - Kathryn Bigelow pour Zero Dark Thirty
  - Kim Ki-duk pour Pieta
  - Ben Lewin pour The Sessions
  - Steven Spielberg pour Lincoln

#### Meilleur acteur
- Bradley Cooper pour le rôle de Pat Solitano dans Happiness Therapy (Silver Linings Playbook)
  - Daniel Day-Lewis pour le rôle d'Abraham Lincoln dans Lincoln
  - John Hawkes pour le rôle de Mark O'Brien dans The Sessions
  - Hugh Jackman pour le rôle de Jean Valjean dans Les Misérables
  - Joaquin Phoenix pour le rôle de Freddie Quell dans The Master
  - Omar Sy pour le rôle de Driss dans Intouchables
  - Denzel Washington pour le rôle de Whip Whitaker dans Flight

#### Meilleure actrice
- Jennifer Lawrence pour le rôle de Tiffany Maxwell dans Happiness Therapy (Silver Linings Playbook)
  - Laura Birn pour le rôle d'Aliide Truu nuorena dans Purge (Puhdistus)
  - Jessica Chastain pour le rôle de Maya dans Zero Dark Thirty
  - Émilie Dequenne pour le rôle de Murielle dans À perdre la raison
  - Keira Knightley pour le rôle d'Anna Karénine dans Anna Karénine (Anna Karenina)
  - Laura Linney pour le rôle de Margaret Suckley dans Hyde Park On Hudson
  - Emmanuelle Riva pour le rôle d'Anne dans Amour

#### Meilleur acteur dans un second rôle
- Javier Bardem pour le rôle de Raoul Silva dans Skyfall
  - Robert De Niro pour le rôle de Pat Solitano Sr dans Happiness Therapy (Silver Linings Playbook)
  - John Goodman pour le rôle de Harling Mays dans Flight
  - Tommy Lee Jones pour le rôle de Thaddeus Stevens dans Lincoln
  - Eddie Redmayne pour le rôle de Marius dans Les Misérables
  - Philip Seymour Hoffman pour le rôle de Lancaster Dodd dans The Master

#### Meilleure actrice dans un second rôle
- Anne Hathaway pour le rôle de Fantine dans Les Misérables
  - Amy Adams pour le rôle de Mary Sue Dodd dans The Master
  - Samantha Barks pour le rôle d'Éponine dans Les Misérables
  - Judi Dench pour le rôle de M dans Skyfall
  - Hélène Florent pour le rôle de Carole dans Café de Flore
  - Helen Hunt pour le rôle de Cheryl dans The Sessions

#### Meilleure distribution
- Les Misérables

#### Meilleur scénario original
- Zero Dark Thirty – Mark Boal
  - Flight – John Gatins
  - Intouchables – Eric Toledano et Olivier Nakache
  - The Master – Paul Thomas Anderson
  - Moonrise Kingdom – Roman Coppola et Wes Anderson
  - Pieta – Kim Ki-duk

#### Meilleur scénario adapté
- L'Odyssée de Pi (Life Of Pi) – David Magee
  - Anna Karénine (Anna Karenina) – Tom Stoppard
  - Argo – Chris Terrio
  - Happiness Therapy (Silver Linings Playbook) – David O. Russell
  - Lincoln – Tony Kushner
  - The Sessions – Ben Lewin

#### Meilleure direction artistique
- Lincoln
  - Royal Affair (En kongelig affære)
  - Anna Karénine (Anna Karenina)
  - The Dark Knight Rises
  - The Master
  - Les Misérables

#### Meilleurs costumes
- Royal Affair (En kongelig affære)
  - Les Adieux à la reine
  - Anna Karénine (Anna Karenina)
  - Blanche-Neige et le Chasseur (Snow White And The Huntsman)
  - Cloud Atlas
  - Les Misérables

#### Meilleure photographie
- L'Odyssée de Pi (Life Of Pi) – Claudio Miranda
  - Anna Karénine (Anna Karenina) – Seamus McGarvey
  - Les Bêtes du sud sauvage (Beasts of the Southern Wild) – Ben Richardson
  - Lincoln – Janusz Kaminski
  - The Master – Mihai Malăimare Jr.
  - Skyfall – Roger Deakins

#### Meilleur montage
- Happiness Therapy (Silver Linings Playbook) – Jay Cassidy
  - Cloud Atlas – Alexander Berner
  - Flight – Jeremiah O'Driscoll
  - Les Misérables – Melanie Ann Oliver et Chris Dickens
  - The Sessions – Lisa Bromwell
  - Zero Dark Thirty – William Goldenberg et Dylan Tichenor

#### Meilleur son (montage et mixage)
- Les Misérables
  - Blanche-Neige et le Chasseur (Snow White And The Huntsman)
  - Flight
  - Kon-Tiki
  - L'Odyssée de Pi (Life Of Pi)
  - Prometheus – Ron Bartlett, Simon Hayes, Doug Hemphill, Mark P. Stoeckinger et Victor Ray Ennis

#### Meilleurs effets visuels
- Flight
  - Cloud Atlas
  - The Dark Knight Rises
  - L'Odyssée de Pi (Life Of Pi)
  - Prometheus – Charley Henley, Martin Hill et Richard Stammers
  - Skyfall

#### Meilleure chanson originale
- "Suddenly" interprétée par Hugh Jackman – Les Misérables
  - "Fire In The Blood/Snake Song" interprétée par Emmylou Harris – Des hommes sans loi (Lawless)
  - "Learn Me Right" interprétée par Birdy – Rebelle (Brave)
  - "Love Always Comes As A Surprise" interprétée par Peter Asher – Madagascar 3 (Madagascar 3: Europe’s Most Wanted)
  - "Skyfall" interprétée par Adele – Skyfall
  - "Still Alive" interprétée par Paul Williams – Paul Williams: Still Alive

#### Meilleure musique de film
- Argo – Alexandre Desplat
  - Anna Karénine (Anna Karenina) – Dario Marianelli
  - Les Bêtes du sud sauvage (Beasts of the Southern Wild) – Benh Zeitlin et Dan Romer
  - Lincoln – John Williams
  - The Master – Jonny Greenwood
  - Skyfall – Thomas Newman

#### Meilleur film étranger
(ex æquo)
- Intouchables •  France
- Pieta •  Corée du Sud
  - Royal Affair (En kongelig affære) •  Danemark
  - À perdre la raison •  Belgique
  - Amour •  Autriche /  France
  - Au-delà des collines (Dupa dealuri) •  Roumanie
  - César doit mourir (Cesare deve morire) •  Italie
  - Kon-Tiki •  Norvège
  - Rebelle •  Canada

#### Meilleur film d'animation
- Les Cinq Légendes (Rise Of The Guardians)
  - L'Âge de glace 4 (Ice Age 4: Continental Drift)
  - L'Étrange Pouvoir de Norman (ParaNorman)
  - Madagascar 3 (Madagascar 3: Europe’s Most Wanted)
  - Les Mondes de Ralph (Wreck-it Ralph)
  - Frankenweenie
  - Rebelle (Brave)

#### Meilleur film documentaire
- Chasing Ice
  - Ai Weiwei: Never Sorry
  - Marina Abramović: The Artist Is Present
  - The Central Park Five
  - The Gatekeepers
  - The Pruitt-Igoe Myth
  - West of Memphis
  - Sugar Man (Searching For Sugar Man)

### Télévision
Note : le symbole « ♕ » rappelle le gagnant de l'année précédente (si nomination).

#### Meilleure série dramatique
- Homeland
  - Downton Abbey
  - The Good Wife
  - Justified ♕
  - The Newsroom
  - Le Trône de fer (Game of Thrones)

#### Meilleure série musicale ou comique
- The Big Bang Theory
  - Community
  - Girls
  - Happy Endings
  - Modern Family
  - The Office
  - Parks and Recreation
  - Up All Night

#### Meilleure série de genre
- The Walking Dead
  - American Horror Story
  - Arrow
  - Fringe
  - Grimm
  - Once Upon a Time
  - Revolution
  - Supernatural

#### Meilleure mini-série ou meilleur téléfilm
- Hatfields and McCoys
  - Birdsong
  - The Crimson Petal And The White
  - Les Enquêtes de l'inspecteur Wallander (Wallander)
  - Hemingway & Gellhorn
  - Game Change
  - Luther
  - Sherlock

#### Meilleur acteur dans une série dramatique
- Damian Lewis pour le rôle de Nicholas Brody dans Homeland
  - Bryan Cranston pour le rôle de Walter White dans Breaking Bad
  - Jeff Daniels pour le rôle de Will McAvoy dans The Newsroom
  - Jon Hamm pour le rôle de Don Draper dans Mad Men
  - Jonny Lee Miller pour le rôle de Sherlock Holmes dans Elementary
  - Timothy Olyphant pour le rôle de Raylan Givens dans Justified ♕

#### Meilleure actrice dans une série dramatique
- Claire Danes pour le rôle de Carrie Mathison dans Homeland ♕
  - Connie Britton pour le rôle de Rayna James dans Nashville
  - Michelle Dockery pour le rôle de Lady Mary Crawley dans Downton Abbey
  - Julianna Margulies pour le rôle d'Alicia Florrick dans The Good Wife
  - Hayden Panettiere pour le rôle de Juliette Barnes dans Nashville
  - Chloë Sevigny pour le rôle de Mia dans Hit and Miss

#### Meilleur acteur dans une série musicale ou comique
- Johnny Galecki pour le rôle de Leonard Hofstadter dans The Big Bang Theory
  - Will Arnett pour le rôle de Chris Brinkley dans Up All Night
  - Louis C.K. pour le rôle de Louie dans Louie ♕
  - Don Cheadle pour le rôle de Marty Kaan dans House of Lies
  - Joel McHale pour le rôle de Jeff Winger dans Community
  - Jim Parsons pour le rôle de Sheldon Cooper dans The Big Bang Theory

#### Meilleure actrice dans une série musicale ou comique
- Kaley Cuoco pour le rôle de Penny dans The Big Bang Theory
  - Christina Applegate pour le rôle de Reagan Brinkley dans Up All Night
  - Laura Dern pour le rôle d'Amy Jellicoe dans Enlightened
  - Lena Dunham pour le rôle de Hannah Horvath dans Girls
  - Julia Louis-Dreyfus pour le rôle de Selina Meyer dans Veep
  - Amy Poehler pour le rôle de Leslie Knope dans Parks and Recreation

#### Meilleur acteur dans une mini-série ou un téléfilm
- Benedict Cumberbatch pour le rôle de Sherlock Holmes dans Sherlock
  - Kenneth Branagh pour le rôle de Kurt Wallander dans Les Enquêtes de l'inspecteur Wallander (Wallander)
  - Kevin Costner pour le rôle de 'Devil' Anse Hatfield dans Hatfields and McCoys
  - Idris Elba pour le rôle de John Luther dans Luther
  - Woody Harrelson pour le rôle de Steve Schmidt dans Game Change
  - Clive Owen pour le rôle d'Ernest Hemingway dans Hemingway & Gellhorn

#### Meilleure actrice dans une mini-série ou un téléfilm
- Julianne Moore pour le rôle de Sarah Palin dans Game Change
  - Gillian Anderson pour le rôle de Miss Havisham dans Great Expectations
  - Romola Garai pour le rôle de Sugar dans The Crimson Petal And The White
  - Nicole Kidman pour le rôle de Martha Gellhorn dans Hemingway & Gellhorn
  - Sienna Miller pour le rôle de Tippi Hedren dans The Girl
  - Sigourney Weaver pour le rôle d'Elaine Barrish dans Political Animals

#### Meilleur acteur dans un second rôle dans une série télévisée
- Neal McDonough pour le rôle de Robert Quarles dans Justified
  - Jim Carter pour le rôle de Mr. Carson dans Downton Abbey
  - Peter Dinklage pour le rôle de Tyrion Lannister dans Le Trône de fer (Game of Thrones)
  - Giancarlo Esposito pour le rôle de Gus Fring dans Breaking Bad
  - Evan Peters pour le rôle de Tate Langdon dans American Horror Story
  - Powers Boothe pour le rôle de Lamar Wyatt dans Nashville

#### Meilleure actrice dans un second rôle dans une série télévisée
- Maggie Smith pour le rôle de Violet, Comtesse douairière de Grantham dans Downton Abbey
  - Mayim Bialik pour le rôle d'Amy Farrah Fowler dans The Big Bang Theory
  - Christina Hendricks pour le rôle de Joan Harris dans Mad Men
  - Sarah Paulson pour le rôle de Nicolle Wallace dans Game Change
  - Maya Rudolph pour le rôle d'Ava Alexander dans Up All Night
  - Mare Winningham pour le rôle de Sally McCoy dans Hatfields and McCoys

#### Meilleure distribution
- The Walking Dead

### Nouveaux médias

#### Meilleur jeu d'action-aventure
- Assassin's Creed III
- Binary Domain (バイナリー ドメイン)
- Dishonored
- Minecraft Xbox 360 Edition
- The Walking Dead

#### Meilleur jeu de rôle
- Dark Souls (ダークソウル)
- Diablo III
- Mass Effect 3
- Les Royaumes d'Amalur : Reckoning (Kingdoms of Amalur: Reckoning)

#### Meilleur jeu pour mobile
- Amazing Alex
- Horn
- Huebrix
- Super Monsters Ate My Condo
- Wildblood

### Mary Pickford Award
- Terence Stamp

### Nikola Tesla Award
- Walter Murch

### Auteur Award
- Paul Williams

### Humanitarian Award
- Benh Zeitlin – Les Bêtes du sud sauvage (Beasts of the Southern Wild)

### Révélation de l'année
- Quvenzhané Wallis dans Les Bêtes du sud sauvage (Beasts of the Southern Wild)

### Honorary Satellite Award
- Bruce Davison

## Récompenses et nominations multiples

### Nominations multiples
Cinéma
10 : Les Misérables
8 : Lincoln
7 : Happiness Therapy, The Master, Skyfall
6 : Anna Karénine, Flight
5 : L'Odyssée de Pi, The Sessions, Zero Dark Thirty
4 : Argo
3 : Royal Affair, Les Bêtes du sud sauvage, Cloud Atlas, Intouchables, Pieta
2 : Amour, The Dark Knight Rises, Kon-Tiki, Madagascar 3, Moonrise Kingdom, Prometheus, Rebelle
Télévision
5 : The Big Bang Theory
4 : Downton Abbey, Game Change
3 : Hatfields and McCoys, Hemingway & Gellhorn, Homeland, Justified
2 : American Horror Story, Community, The Crimson Petal And The White, Les Enquêtes de l'inspecteur Wallander, Girls, The Good Wife, Luther, The Newsroom, Parks and Recreation, Sherlock, Le Trône de fer

### Récompenses multiples
Cinéma
5 : Happiness Therapy
4 : Les Misérables
2 : L'Odyssée de Pi
Télévision
3 : The Big Bang Theory, Homeland
2 : The Walking Dead